# Tête (anatomie humaine)
Pour les articles homonymes, voir Tête.
La tête est la partie de l'anatomie du corps humain portée par le cou. L’homme, comme tous les primates, a une tête très différenciée, avec un cerveau important, un front, deux grands yeux placés à l’avant, un nez, des joues, une bouche et deux oreilles (une sur chaque côté de la tête). Sa face est aplatie et particulièrement mobile : on l’appelle le visage. Au sommet de la tête se trouve la chevelure. Les os de la tête forment le crâne, dont la mâchoire porte la denture. La tête humaine augmente d'approximativement 15 % jusqu'à l'âge adulte.[réf. souhaitée] C'est lors de l'adolescence que cette poussée accrue s'effectue.

## Anatomie

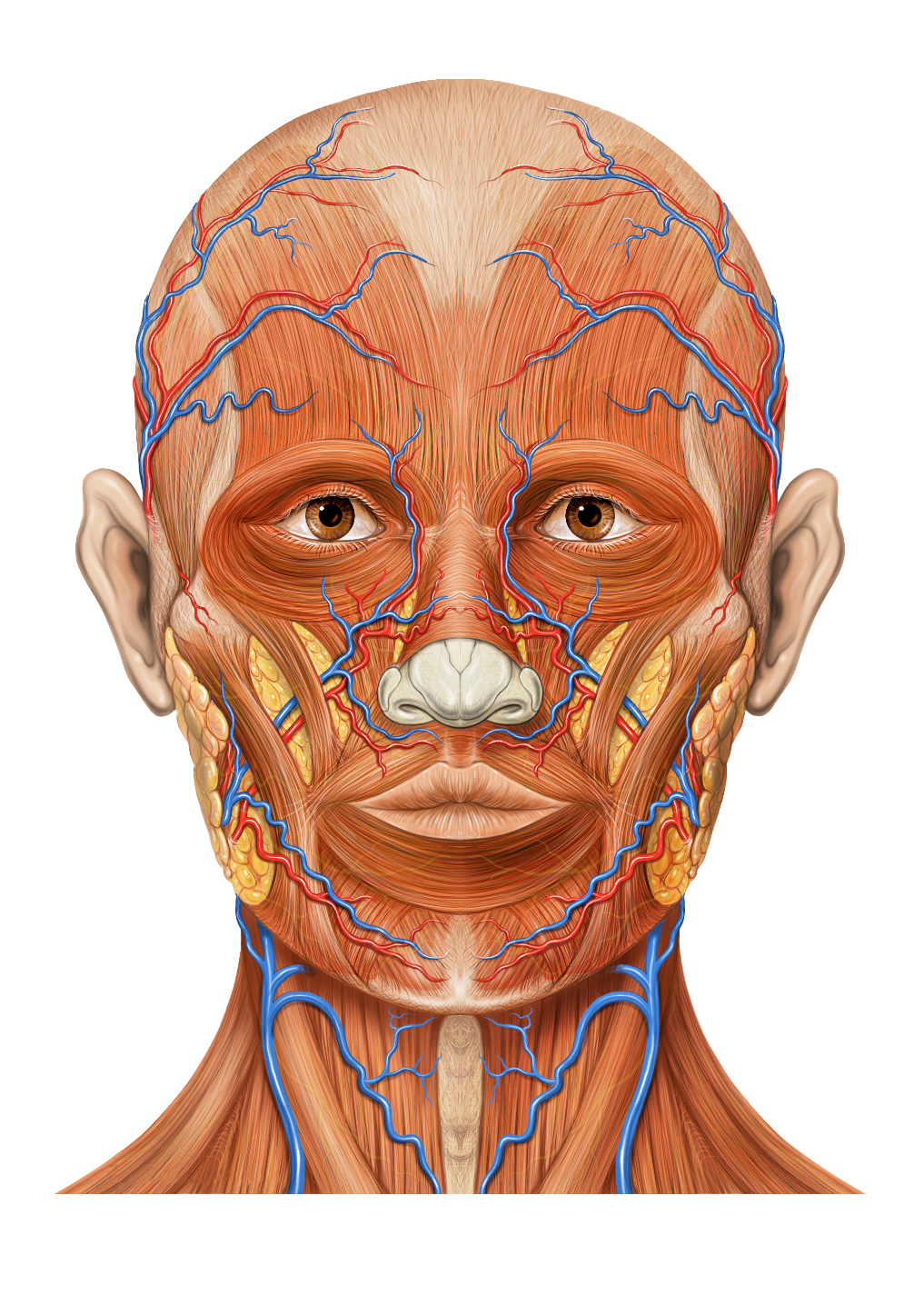
Muscles et vaisseaux de la face
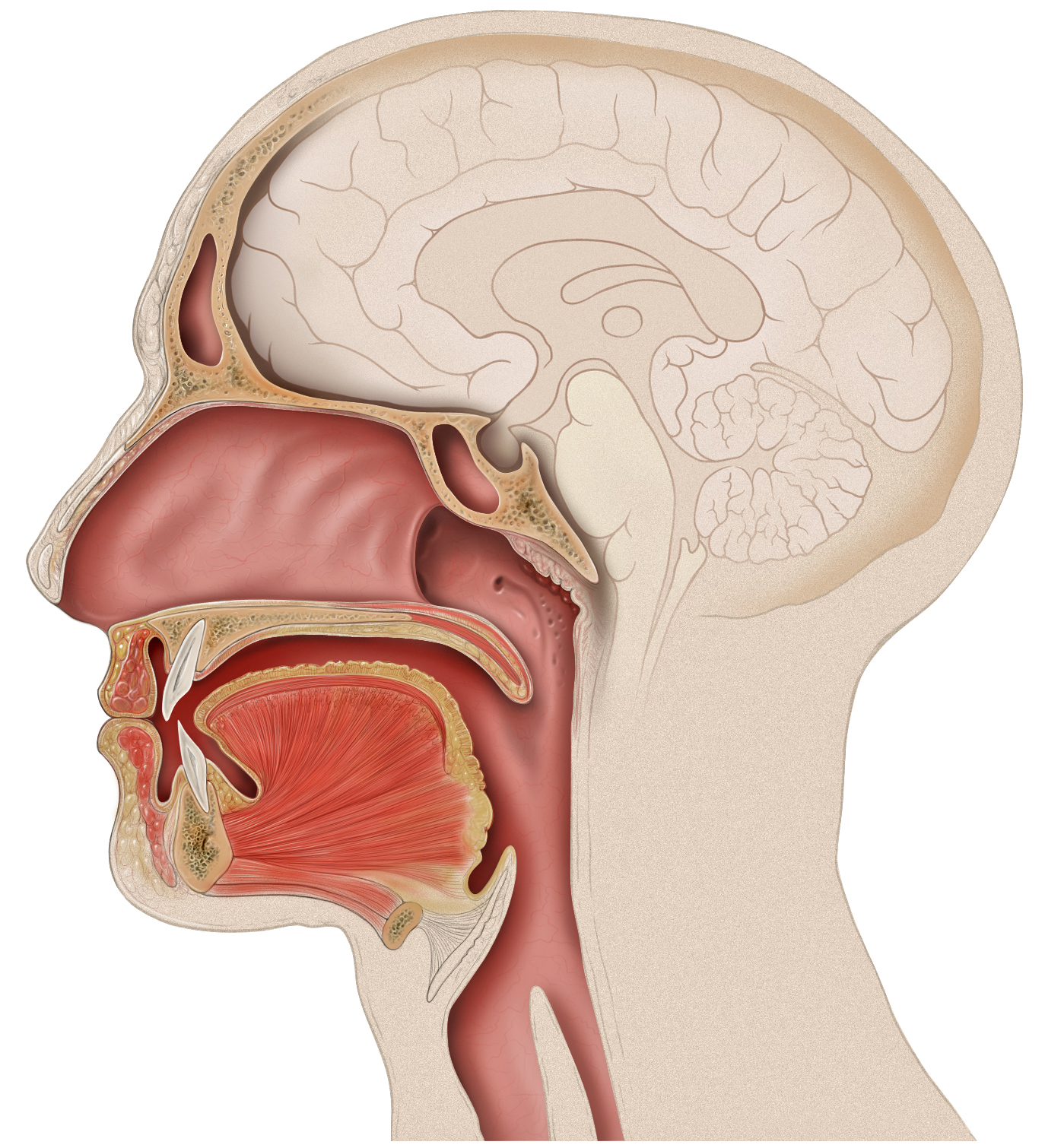
Coupe sagittale
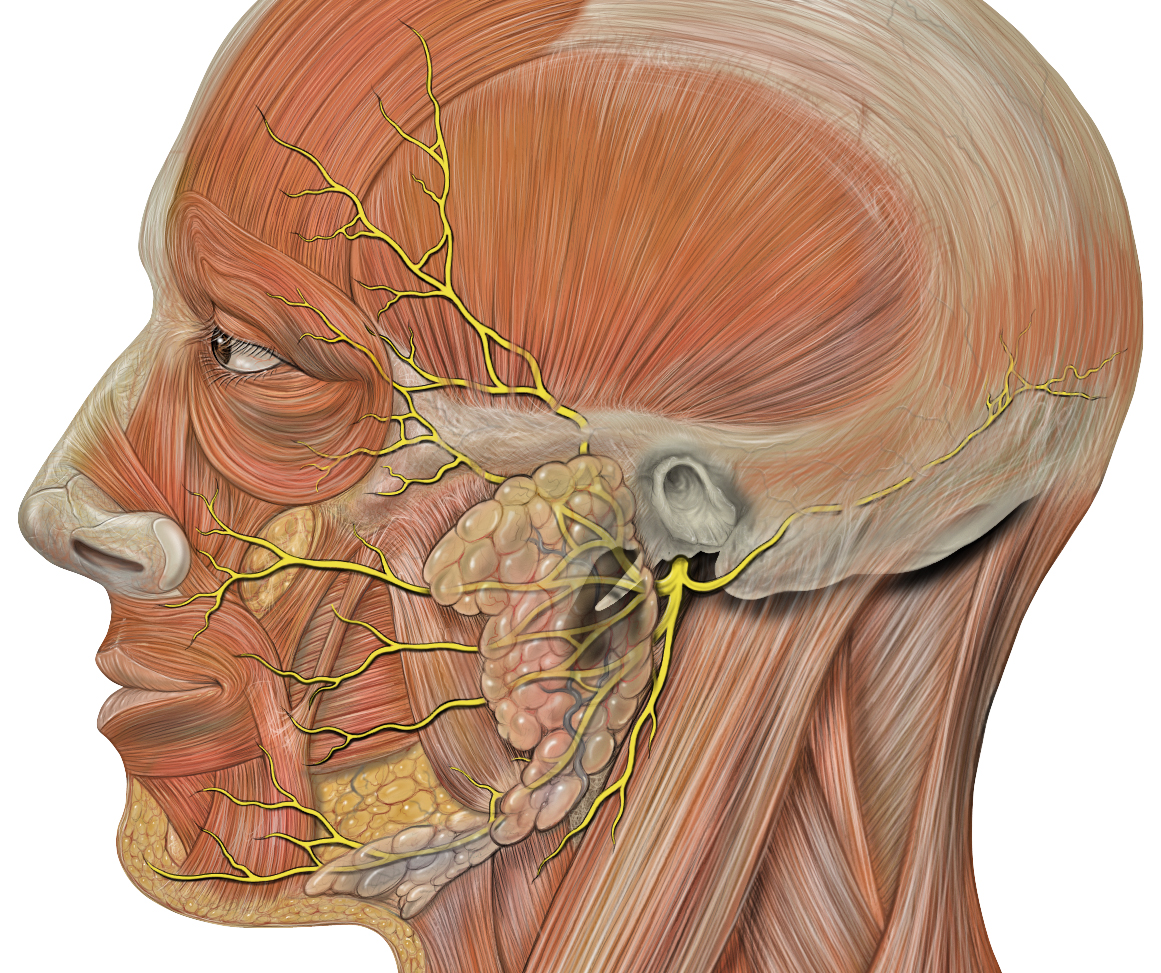
Muscles et innervation faciales
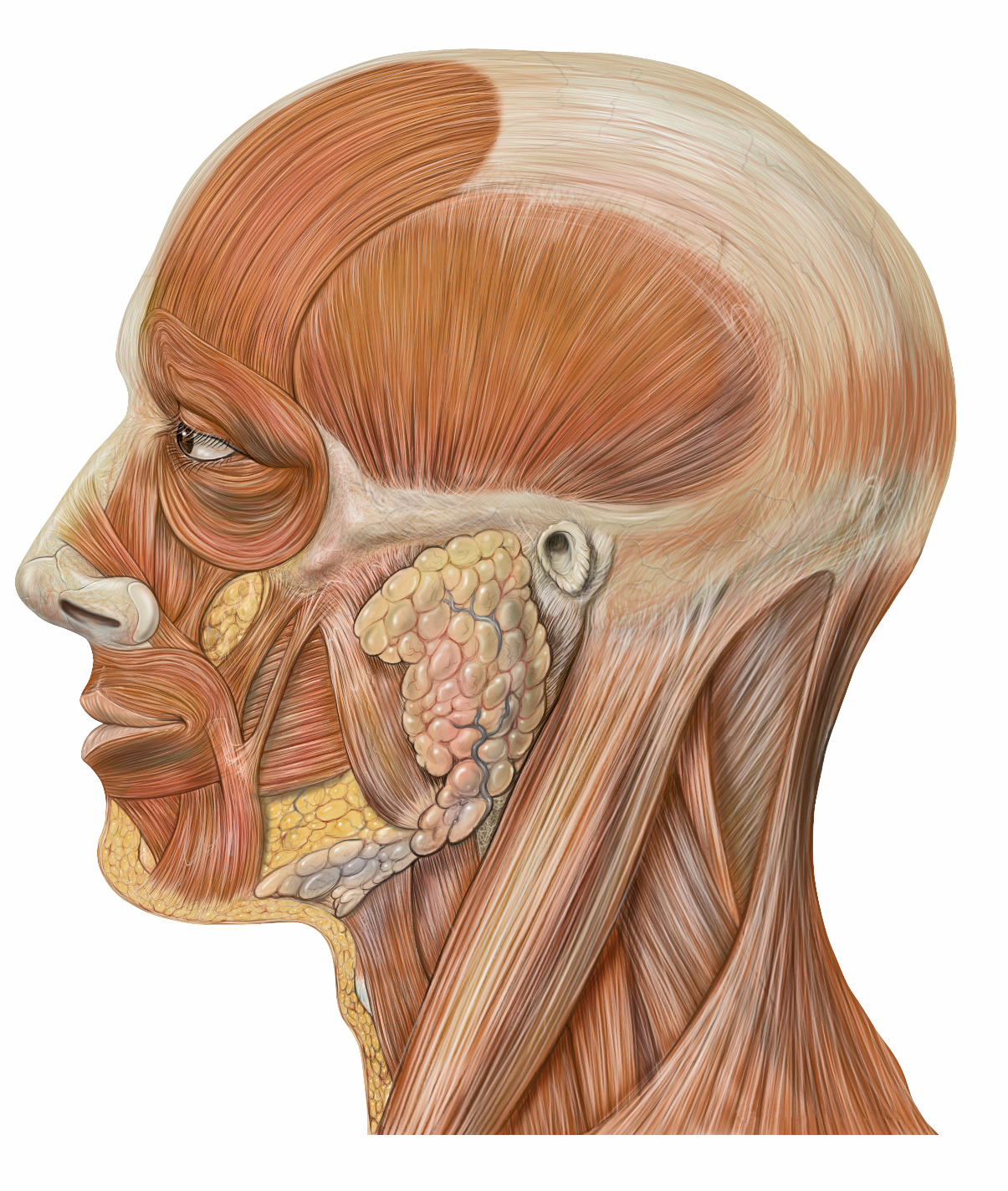
Muscles et glandes salivaires
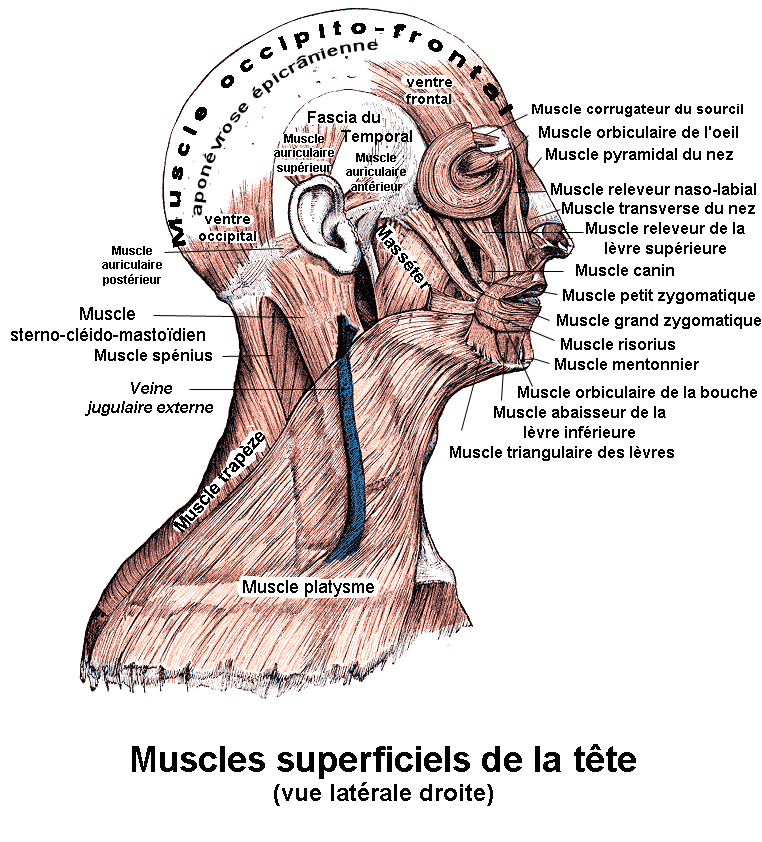

## Développement
À cinq mois, la tête d'un fœtus fait 35 % de sa taille totale.
À la naissance, la tête de l'enfant fait un quart (25 %) de sa taille totale. À l'âge adulte, la tête d'un humain ne fait plus qu'un septième (14 %) de sa taille totale.

## Évacuation de la chaleur
Selon le médecin urgentiste Gérald Kierzek, « environ 30 % de la chaleur corporelle s’échappe par la tête ».

## Vêtements et accessoires
Les vêtements portés sur le sommet de la tête sont des couvre-chefs. Par exemple : un armet, une bombe, un bonnet, un bandeau, un béret, un bob, une cagoule, un casque, une casquette, une cervelière, un chapeau, une couronne (de fleurs), un foulard, une perruque. Il existe d'autres accessoires pour la tête, qui ne sont pas des couvre-chefs : boucle d’oreille, lunettes, piercing, masque.
Divers accessoires sont conçus pour le confort de la tête : l’oreiller pour dormir, l’appui-tête.
Plusieurs vêtements pour le haut du corps s’enfilent par la tête : abaya, pull, robe, tunique, T-shirt.

## Représentations
Les représentations de tête humaine, ou portrait, existent depuis la préhistoire. On peut citer les têtes monumentales de l’art olmèque.

## Expressions
Le mot tête est utilisé dans de nombreuses expressions :
- une tête, une personne intelligente ;
- un chasseur de têtes, un recruteur recherchant ces personnes intelligentes ;
- sans queue ni tête, incompréhensible, sans début ni fin, incohérent, absurde ;
- un casse-tête, un jeu de réflexion qui se joue seul ;
- un réducteur de tête, une tribu amérindienne ;
- une tête réduite, une coutume de cette tribu ;
- la tête à toto, une blague de Toto ;
- un cabezon, quelqu'un avec une grande tête (Malatesta).